# Emly Starr
Emly Starr (Laarne, 5 de Setembro de 1957 é o pseudónimo artístico da cantora e actriz belga de expressão neerlandesa Marie-Christine Mareel. Antes de ser cantora participou como actriz na curta-metragem  'Santiago Lovers de Romano Ferrari.
Participou em diversos festivais de dança e canção tendo participado no 11º Festival Mundial da Canção  Popular em Tóquio em 1980, tendo chegado à final com o tema Mary Brown.
Em 1981, participou no Festival Eurovisão da Canção 1981, realizado em Dublin  com a canção Samson (Samson & Delilah), tendo terminado em 13º lugar.
Em 1985, participou num filme em língua flamenga chamado Springen de  Jean-Pierre De Decker, tendo interpretado o papel Erika e interpretado o tema Jump in the Dark', que fez parte da  banda sonora desse filme.

## Discografia

### Singles
- Tears Of Gold / idem instr. (1976)
- Back to the Beatles / I'll risk it (1977)
- Cha Cha D'Amore / idem instr. (1977)
- Dance of love / My Time (is your time) (1977)
- No No Sheriff / idem instr. (1978)
- Santiago Lover / idem instr. (1978)
- Baby love me / idem instr. (1979)
- Hey Aloha (Honolulu) / Baby love me (1979)
- Do Svidaanja / Bee bop boogie (1980)
- Get Up / Music in the air (1980)
- Mary Brown / Rock 'n' Roll Woman (1980, Japão)
- Sweet Lips / Hang On (1981)
- Let Me Sing / Baby I need your loving (1981)
- Samson (Samson & Delilah) (1981, em neerlandês e língua inglesa)
- Dynamite / idem instr. (1982)
- Key To Your Heart / The Letter (1983)
- Jump in the Dark / I know (how to love you) (1986)
- Rock and roll woman / I need help (jaartal?)